# Алекса Николић
Алекса Николић (Панчево, 31. март 1995) је српски кошаркаш. Игра на позицији бека, а тренутно наступа за Оберварт ганерсе.

## Каријера

### Клупска
Николић је кошарком почео да се бави са седам година у панчевачком клубу Крис крос. Од 2014. до 2017. године је у САД похађао Маршал универзитет. За Маршал тандеринг херд уписао је 59 наступа, а просечно је по утакмици постизао 3,9 поена, хватао 3,4 скокова и прослеђивао 2,4 асистенције.
Сениорску каријеру је започео у Спартаку из Санкт Петербурга. Ипак, већ у децембру 2017. прешао је у љубљанску Илирију.
Дана 24. септембра 2018. године потписао је уговор са ФМП-ом. У јануару 2019. године напустио је ФМП и појачао екипу Златибора.
Крајем јуна 2019. године потписао је за Оберварт ганерсе.